# Eleocharis acutangula
Eleocharis acutangula là loài thực vật có hoa trong họ Cói. Loài này được (Roxb.) Schult. mô tả khoa học đầu tiên năm 1824.